# Eleftherios Petrunias
Eleftherios Petrunias (řecky Ελευθέριος Πετρούνιας, * 30. listopadu 1990 Atény) je řecký reprezentant ve sportovní gymnastice. Je specialistou na cvičení na kruzích, v němž nebyl na velké mezinárodní akci poražen od roku 2015. Získal zlatou medaili na Letních olympijských hrách 2016, kde ve finále porazil domácího obhájce titulu Arthura Zanettiho. Je trojnásobným mistrem světa z let 2015, 2017 a 2018 a čtyřnásobným mistrem Evropy (2015–2018), vyhrál Středomořské hry 2013 a Evropské hry 2015. Vystudoval Aténskou univerzitu ekonomiky a obchodu, vedle gymnastiky se věnuje také parkouru. V roce 2016 byl prvním běžcem štafety s olympijským ohněm, který zapálila v Olympii herečka Katerina Lechuová.
V červenci 2019 se oženil s řeckou gymnastkou Vasiliki Millousiovou. Mají spolu dcery Sofii a Eleni.